# Perognathus merriami
Perognathus merriami е вид бозайник от семейство Торбести скокливци (Heteromyidae).

## Разпространение
Видът е разпространен в Мексико и САЩ (Ню Мексико, Оклахома и Тексас).